# آرثر هنري نيومان
آرثر هنري نيومان (بالإنجليزية: Arthur Henry Neumann)‏ (12 يونيو 1850 - 29 مايو 1907) هو مستكشف وصياد وجندي ومزارع وكاتب إنجليزي، اشتهر بمآثره في شرق أفريقيا الاستوائية. في عام 1898 نشر كتاب «صيد الفيلة في شرق أفريقيا الاستوائية».

## نشأته والاستكشاف
ولد نيومان في هككليفف، بيدفوردشير، وهي قرية على بعد أربعة أميال شرقًا من ليتون بوزارد، وهو أصغر الأطفال السبعة للقس جون ستابس نيومان وزوجته (لقبها قبل الزواج) آني ماري فورمبي. كان والده قسًا لأبرشية ريفية، يتذكر الشاب المتقاعد نيومان «محاولة قمت بها للابتعاد عن أنظار المنازل في جزء منعزل، وأتخيل نفسي في بلد غير مأهول». من المعروف أن فورمبي شقيق نيومان التحق بكلية وادهام، إلا أن تعليم أكسفورد آرثر غير معروف، وعلى الأرجح تلقى تعليمه في المنزل مع مدرسين خاصين.
كان والده من عائلة ثرية من تجار الملح في ليفربول، وفي عام 1869، ترك سكنه في بيدفوردشير وغادر إلى إيطاليا، وهي دولة بها عدد كبير من المغتربين البريطانيين الأثرياء على مدار السنوات الخمس التالية. وكان هذا حافزًا لابنه آرثر على المغادرة إلى جنوب أفريقيا لبدء حياة التجوال. أعلن نيومان في وقت لاحق من حياته أن الحياة بالنسبة له قد بدأت بالفعل في عام 1868: ما حدث من قبل، في رأيه، بالكاد يحسب من حياته. عند وصوله إلى ديربان على ساحل ناتال، وجد نيومان بلدة كانت بالكاد تبلغ من العمر خمسين عامًا تتمتع بمواصفات بلدة حدودية. عمل في زارعة القهوة بالقرب من بورت ناتال، قبل وقت قصير من إصابة المحاصيل بشكل جسيم بالخنافس الثاقبة للخشب وتدمير الصناعة الوليدة. كانت هذه الأشهر المعدودة من هذا العمل كافية لنيومان، واتجه شمالًا بصحبة شقيقه تشارلز إلى الحوض السفلي لنهر أومفوتي. هنا وجدوا أراضٍ حكومية مناسبة لزراعة التبغ والقطن. ومع ذلك، فشل آرثر في الاستقرار، وتوجه عام 1871 إلى حقل الذهب المكتشف حديثًا شرق ترانسفال. كانت جمهورية بوير حديثة العهد على وشك الإفلاس في هذه الفترة من القرن التاسع عشر، إذ كانت تعاني من الديون والعداء من شعب الزولو، وجرى تشجيع حمى الذهب. لكن لا يبدو أنها كانت فترة مثمرة لنيومان الشاب، الذي عاد إلى ناتال بحلول عام 1872.
إن ممتلكات نيومان الجديدة في ناتال لم تكن كافية بالنسبة له لكبح جماح رغبته بالترحال، ووفقًا لصديقه الفنان والصياد جون جيلي ميليه «بعد حيرته لفترة وجيزة، استقر في سوازيلاند (إسواتيني)، وأسس تجارة هناك، وشغل عرباته الخاصة بتحميل البضائع التجارية من وإلى ناتال». مكنه هذا النمط من الحياة من تعلم قيادة العربات، والمهارات المطلوبة للبقاء في الأدغال وفهم شعوب جنوب أفريقيا من خلال تعلم التحدث بعدة لغات أصلية.